# Oonops citrinus
Oonops citrinus là một loài nhện trong họ Oonopidae.
Loài này thuộc chi Oonops. Oonops citrinus được Lucien Berland miêu tả năm 1914.